# Gironima Spana

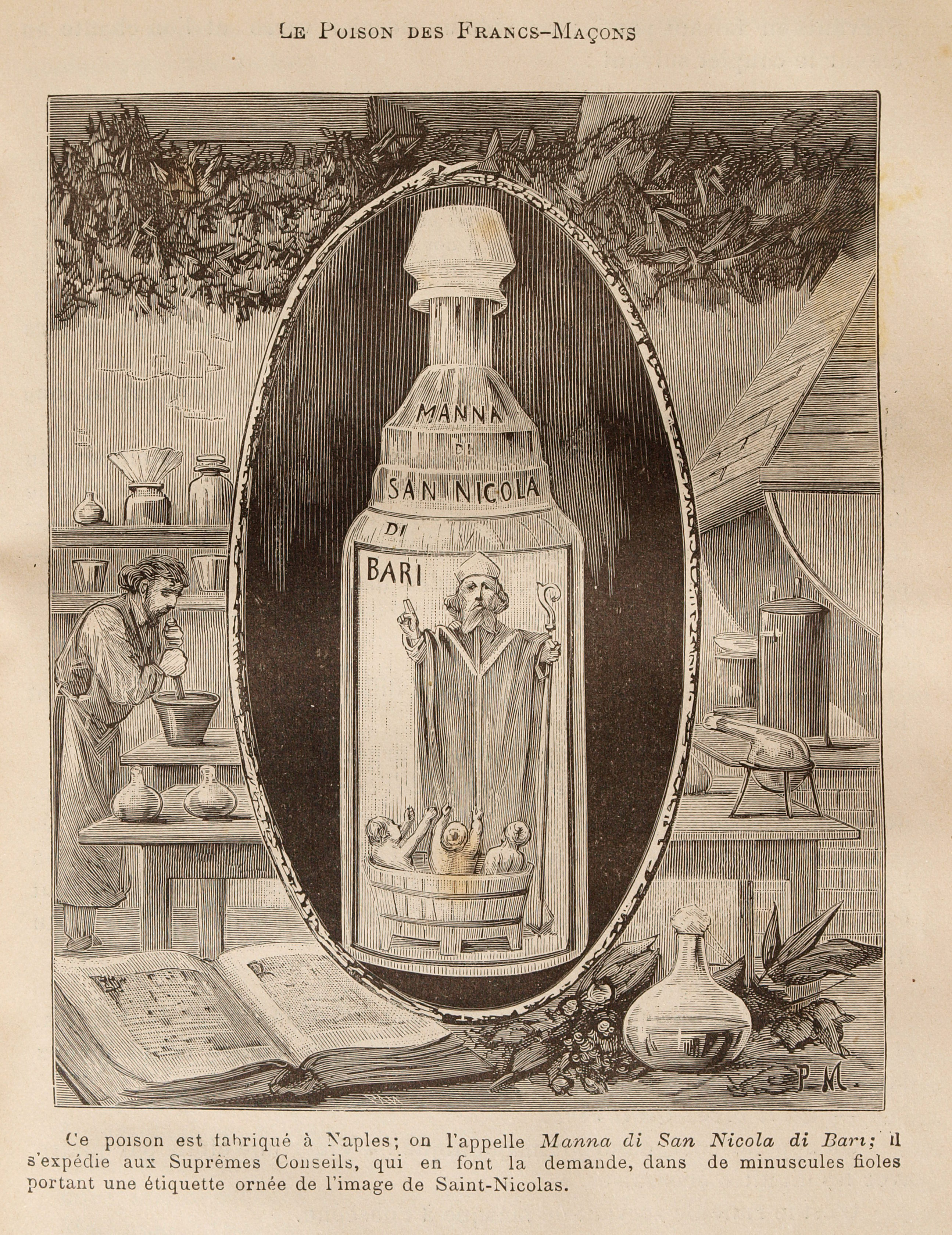
"Manna di San Nicola" (Aqua Tofana), Pierre Méjanel

Gironima Spana, född 1615, död 1659, var en italiensk giftförsäljare.  Hon var centralfigur i ett nät av giftförsäljare i Rom, som specialiserade sig med att sälja giftet Aqua Tofana till kvinnor i dåliga äktenskap som ville bli änkor. Hon greps och avrättades med fyra kolleger under den berömda Spanaprocessen, som beskrevs i sensationslitteraturen i sekler. Hon har även kallats för Girolama Spara och Girolama Spala, men Gironima Spana var den stavning hon själv använde. Hon har också kallats för La Strologa, La Profetessa och L'Indovina.

## Biografi

### Tidigt liv
Hon föddes på Sicilien som dotter till den välbärgade inköparen Niccolo Spano Lorestino i Palermo. Hon blev styvdotter till giftförsäljaren Giulia Mangiardi, känd som uppfinnare av Aqua Tofana, som hon sålde illegalt i Palermo. Efter hennes fars död blev hon och hennes syster omhändertagen av sin styvmor, som gifte om sig med fastighetsägaren Ranchetti Cesare (1564–1654). År 1624 flydde familjen till Gironima Spanas morbror, astrologen Andrea Lorestino (d. 1627) i Rom, efter en arvstvist inom släkten. 

### Karriär
Hennes styvfar slösade bort familjens pengar, vilket gjorde att hennes styvmor återupptog försäljningen av gifter i Rom. Gironima Spana gifte sig vid bara fjorton års ålder 1629. Från år 1643 var familjen etablerad vid Via della Lungara i Rom. Spana etablerade sig som astrolog, en konst hon lärt av sin morbror, som var professionell astrolog. Som astrolog hade hon kunder inom överklassen. Hon sålde också medicinska växter och naturmediciner. Hon var en astrolog på modet som regelbundet engagerades av kunder inom överklassen och den romerska adeln. Det noteras att hon kunde uppträda enligt aristokratins etikettsregler och var noga med att genom kläder och uppträdande ge ett intryck som var acceptabelt inom aristokratins salonger. Vittnen såg henne vid flera tillfällen färdas i ekipage utlånad till hennes av adliga kunder vilket var ett privilegium då icke adliga personer vanligen inte färdades på detta vis. 
Utöver sin karriär som astrolog hade hon också en hemlig karriär. Gironima Spana lärde sig blanda giftet Aqua Tofana av sin styvmor, och blev verksam i hennes verksamhet som giftförsäljare. När hennes styvmor avled 1651, tog hon över dennas illegala affärsverksamhet. Genom de kontakter hon skaffat sig i sitt yrke som astrolog kunde hon även skaffa sig kunder i sitt yrke som giftförsäljare. 
Hon hade kunder inom överklassen, vilket gjorde henne förmögen. Hon kunde därmed utöka sin verksamhet som giftförsäljare. Hon anställde kvinnliga försäljare, som hon betalade för att sälja gift. De flesta av dessa fungerade bara som försäljare, men några av dem, som Giovanna De Grandis, fick även lära sig att tillverka giftet. Hennes verksamhet blev så framgångsrik att hon kunde utöva den utanför Rom; hon hade åtminstone en försäljare aktiv i Palestrina. Prästen Padre Don Girolamo fungerade som inköpare av arsenik från apotekarna (som inte sålde arsenik till kvinnor), som han gav till giftblandarna, som i sin tur delade ut gift till sina försäljare runtom i staden. Giftet såldes främst till kvinnor; framför allt olyckliga hustrur som ville bli änkor. 

### Rättsprocess
Den 31 januari 1659 greps Giovanna De Grandis in flagrante och fängslades i Tor di Nona. Utredningen sköttes av de påvliga myndigheterna under befäl av guvernörslöjtnanten Stefano Bracchi. Hon erkände sig skyldig 1 februari. Efter bekännelsen började hon utpeka andra personer. Hon angav både giftförsäljarna och deras kunder. Bland de personer hon angav fanns Gironima Spana själv, som greps 2 februari.  
Gironima Spana beskrivs som lugn och behärskad under förhören. Hon vägrade länge att avlägga någon bekännelse trots flera månader i fängelse, trots förhör och konfrontationer med arresterade medarbetare och kunder. Hon uppgav heller ingenting i sin bikt, vilket de andra hade gjort. I juni avlade hon dock slutligen en undertecknad bekännelse. Hon begick inte personligen något mord, men hade sålt gift till personer som med hennes vetskap tänkte använda det till personer som avsåg att begå mord. Hon uppgav sig ha sålt det dödliga gifter till fler personer än hon hade hår på huvudet. Förhören med henne avslutades 20 juni. 
Den 6 juli 1659 avrättades Gironima Spana, Giovanna De Grandis, Maria Spinola, Graziosa Farina och Laura Crispoldi genom hängning i Rom.

## Fiktion
Spanaprocessen blev från samtiden ständigt föremål för sensationspressen och därmed för legender och mytbildning genom seklen, och Gironima Spana har personligen ofta blivit förväxlad med sin styvmor Giulia Tofana.
Hon är föremål för romanen Donna Olimpia Pamfili av Luigi Capranica (1870).